# بطولة ويمبلدون 1992
هنا قائمة ببطولات ويمبلدون سنة 1992:

## الكبار

### فردي رجال
أندريه أغاسي هزم  غوران إيفانسيفيتش 6-7(8-10) 6-4 6-4 1-6 6-4

### فردي سيدات
شتيفي جراف هزم  مونيكا سيليش 6-2 6-1

### زوجي رجال
جون ماكإنرو و ميكائيل ستيتش هزم  جيم غراب و ريتشي رينبرغ 5-7 7-6(7-5) 3-6 7-6(7-5) 19-17

### زوجي سيدات
غيغي فيرنانديز و ناتاشا زفيريفا هزم  لاريسا نايلاند و يانا نوفوتنا 6-4 6-1

### زوجي مختلط
سيريل سوك و لاريسا نيلاند هزم  جاكو التينغ و ميريام أوريمانس 7-6(7-2) 6-2

## الشباب

### فردي أولاد
ديفيد سكوش هزم  براين دن 6-4 6-3

### فردي بنات
تشاندا روبين هزم  لورنس كورتويس 6-2 7-5

### زوجي أولاد
Steven Baldas و سكوت درابر هزم  ماهيش بوباثي و نيتن كيرتانا 6-1 4-6 9-7

### زوجي بنات
Maija Avotins و ليزا مكشيا هزم  Pam Nelson و جولي ستيفن 2-6 6-4 6-3